# Matematiska korttrick
Matematiska korttrick kallas sådana korttrick som bygger på att man genom olika räkneoperationer kan fastställa vilket det sökta kortet är.
Ett sådant trick är utformat så att man alltid (100% av fallen) hittar det sökta kortet. Tricket kan således inte misslyckas om man inte räknar fel.